# Eugenio Bustingorri
Eugenio Bustingorri, nacido el 26 de diciembre de 1963 en Zulueta (Navarra) es un exfutbolista español.
Es el quinto jugador con más partidos oficiales disputados en la historia del Club Atlético Osasuna (noviembre de 2022).

## Biografía
Debutó en Primera división el 23 de enero de 1983 con la camiseta rojilla ante el Valencia CF. Ha estado los 12 años de su carrera deportiva en el equipo navarro, salvo una temporada 1989-90 que jugó en el Atlético de Madrid. 
Fue muy sonado su "casi" fichaje por el Real Madrid en el verano de 1989, hasta el punto de que llegaron a aparecer, en alguna colección de cromos, fotos de Bustingorri con la camiseta del equipo blanco.
En 1991 metió el gol decisivo que llevó a Osasuna a la Copa de la UEFA por segunda vez en su historia, al ganar 0-1 al RCD Español, y terminando en el cuarto puesto de la liga.

## Trayectoria
- Osasuna (1982 - 1989)
- Atlético de Madrid (1989 - 1990)
- Osasuna (1990-1994)
- Club Deportivo Izarra (1994-1998)

## Palmarés
- Campeón de Europa sub-21 con España en el año 1986.